# داريل كورليتو
داريل كورليتو  (بالإنجليزية: Daryl Corletto)‏ مواليد 24 أغسطس 1981، هو لاعب كرة سلة أسترالي بدأ مسيرته الاحترافية في سنة 2001 يلعب في الدوري الأسترالي لكرة السلة ويحمل الرقم 3.

## روابط خارجية
- داريل كورليتو على موقع كرة السلة الأوروبية.كوم (الإنجليزية)
- داريل كورليتو على موقع ريلجم (الإنجليزية)
- داريل كورليتو على موقع بروبوليرز (الإنجليزية)